# Biểu tình Sudan 2011
Biểu tình Sudan 2011–2013 là một phần của Biểu tình tại Trung Đông và Bắc Phi 2010–2011, chịu ảnh hưởng từ cách mạng ở Tunisia. Vào ngày 30 tháng 1, cuộc biểu tình diễn ra tại Khartoum và Al-Ubayyid. Tại Al-Ubayyid (el-Obeid) cuộc biểu tình ngày 30 tháng 1 đã diễn ra với khoảng 500 người biểu tình "chống chính quyền và yêu cầu thay đổi". Cảnh sát dập tắt cuộc biểu tình bằng hơi cay.